# (35340) 1997 GV18
1997 GV18 (asteroide 35340) é um asteroide da cintura principal. Possui uma excentricidade de 0.14605380 e uma inclinação de 4.06764º.
Este asteroide foi descoberto no dia 3 de abril de 1997 por LINEAR em Socorro.